# Орона
Орона (англ. Orona) — атолл в архипелаге Феникс, расположенный в 96 км от острова Манра (или Сидни), в 233 км от острова Никумароро (или Гарднер) и в 917 км от Апиа, столицы Самоа. Прежнее название острова — Хулл.

## География
Орона — низменный атолл, состоящий из нескольких островков, окружённых рифами. В центре острова — мелководная лагуна. Атолл имеет форму параллелограмма со сторонами 7 и 3,5 км, только восточная сторона сильно выпукла.
Риф на севере и юге острова прорезан узкими проливами: всего 20 каналов, по двум из которых можно заплыть на лодке в лагуну.
В западной части Ороны растут кокосовые пальмы, большинство из которых были посажены ещё в 1880-х годах. Остальная часть покрыта зарослями. Самое распространённое растение — сезувиум. Восточная часть острова лысая: здесь находится древняя полинезийская усыпальница, свидетельствующая о том, что в прошлом остров был заселён полинезийцами.
На острове обитают около 17 видов птиц, черепахи, малая крыса, ящерицы и крабы-отшельники, около 50 видов насекомых.

## История
Остров был назван капитаном корабля «Винсент» Чарльзом Уилксом в честь командора Исаака Хулла 26 августа 1840 года. Экипаж этого корабля был сильно удивлён, когда обнаружил на атолле больного француза и 11 таитян, которые высадились на Ороне за пять месяцев до этого. Остров также часто посещали китобойные судна, путавшие его с островом Манра (Сидни). На Ороне не велась добыча гуано, как на соседних островах Сидни и Гарднер. В 1887 году на острове был развёрнут лагерь и высажено 20 000 кокосовых пальм.
11 июля 1887 года над Ороной был установлен протекторат Британской империи. С тех пор и до 1916 года остров сдавался в аренду компаниям, производившим копру.
В настоящее время Орона входит в состав Республики Кирибати.